# Perfume Genius
Perfume Genius, pseudonimo di Michael Alden Hadreas, detto Mike (Seattle, 25 settembre 1981), è un cantautore statunitense.

## Biografia
Inizia a scrivere e comporre musica dopo aver lasciato Everett, dove viveva con la madre, per trasferirsi a New York. Nel 2008 inizia a pubblicare i suoi lavori con lo pseudonimo Perfume Genius sul suo profilo MySpace, attirando l'attenzione del gruppo musicale Los Campesinos!, che lo presentano alla loro casa discografica, la Turnstile.
Nel 2010 con la Matador Records pubblica il suo primo album, Learning, che include il singolo Mr. Peterson, incentrato su un professore di liceo morto suicida per la sua pedofilia. Nel febbraio del 2012 pubblica il suo secondo album, Put Your Back N.2 It, anticipato dal singolo Hood. Il videoclip di Hood, che vede la partecipazione del pornodivo gay Árpád Miklós, ha suscitato alcune controversie, quando YouTube ha deciso di censurare preventivamente il video, etichettandolo come "non adatto alle famiglie".
Nel 2016 registra una cover di Can't Help Falling in Love di Elvis Presley che viene utilizzata per la campagna pubblicitaria per le fragranze La Femme Prada e L'Homme di Prada. A marzo 2017 viene pubblicato il singolo Slip Away, che anticipa la pubblicazione del suo quarto album No Shape.
Hadreas è apertamente gay. Per il suo stile minimalista ed intimista è stato accostato ai colleghi Anohni e Jónsi dei Sigur Rós.

## Discografia

### Da solista
Album in studio
- 2010 – Learning
- 2012 – Put Your Back N 2 It
- 2014 – Too Bright
- 2017 – No Shape
- 2020 – Set My Heart on Fire Immediately
- 2022 - Ugly Season
- 2025 - Glory

Singoli
- 2010 - Mr. Peterson
- 2011 - All Waters
- 2012 - Hood
- 2012 - Dark Parts
- 2012 - Take me Home
- 2014 - Queen
- 2014 - Grid
- 2014 - Thing
- 2015 - Jonathan (feat. Christine and the Queens)
- 2016 - Can't Help Falling in Love (cover di Elvis Presley)
- 2017 - Slip Away
- 2017 - Go Ahead
- 2018 - Alan(reworked)
- 2018 - Not for Me
- 2019 - When I'm with Him (cover di Empress Of)
- 2019 - Eye in The Wall
- 2019 - Pop Song
- 2020 - Describe
- 2020 - On the Floor

### Altre apparizioni
- 2015 - Hood, contenuto nella raccolta Duyster Sessions"
- 2015 - Jonathan, singolo di Christine and the Queens contenuto in Chaleur Humaine
- 2016 - To Lay Me Down feat. Sharon Van Etten, contenuta nell'album di beneficenza Day of the Dead
- 2020 - Jory, contenuta nella raccolta Good Music to Avert the Collapse of American Democracy, Volume 2
- 2021 - A Fullness of Light in Your Soul, singolo degli Hypnotic Brass Ensemble, contenuto in This Is a Mindfulness Drill: A Reimagining of Richard Youngs' 'Sapphie'
- 2021 - Just to Hear You, come artista ospite in Fun House di Hand Habits
- 2022 - Braid (Mmph Remix), contenuta nella colonna sonora del film La Vita Dopo – The Fallout, curata da Finneas O'Connell
- 2022 - Spitting Off the Edge of the World, singolo degli Yeah Yeah Yeahs, estratto da Cool It Down
- 2022 - Feels Like a Dream, come artista ospite in The Space Between di Alice Boman